# Діана Етьєнетта
Діана Етьєнетта (23 квітня 1988) — мавританська плавчиня.
Учасниця Олімпійських Ігор 2004, 2008 років.